# Giorgi Nareklishvili
Giorgi Nareklishvili (né le 6 mars 1993 à Tbilissi) est un coureur cycliste géorgien.

## Palmarès sur route

### Par année
- 2012
  - 2e du championnat de Géorgie du contre-la-montre
  - 2e du championnat de Géorgie sur route
- 2013
  -  Champion de Géorgie sur route
  - 2e du championnat de Géorgie du contre-la-montre
  - 3e du Western Tour
- 2014
  -  Champion de Géorgie sur route
  - 2e du championnat de Géorgie du contre-la-montre
- 2015
  -  Champion de Géorgie sur route
  -  Champion de Géorgie du contre-la-montre
- 2016
  -  Champion de Géorgie sur route
  - 2e du championnat de Géorgie du contre-la-montre
- 2017
  -  Champion de Géorgie sur route
  - 2e du championnat de Géorgie du contre-la-montre

### Classements mondiaux
| Année           | 2014 | 2015 | 2016 | 2017 |
| --------------- | ---- | ---- | ---- | ---- |
| UCI Asia Tour   | 280e |      |      |      |
| UCI Europe Tour | 298e | 304e | 747e | 808e |

## Palmarès sur piste
- 2014
  -  Champion de Géorgie du kilomètre
  -  Champion de Géorgie de poursuite
  - 3e du championnat de Géorgie de vitesse
- 2015
  - 3e du championnat de Géorgie du kilomètre
  - 3e du championnat de Géorgie de poursuite
  - 3e du championnat de Géorgie de vitesse

## Palmarès en VTT
- 2013
  - 3e du championnat de Géorgie de cross-country
- 2014
  - 3e du championnat de Géorgie de cross-country
- 2015
  - 3e du championnat de Géorgie de cross-country
- 2016
  -  Champion de Géorgie de cross-country
- 2018
  - 3e du championnat de Géorgie de cross-country